# Wlamir Marques
Wlamir Marques (* 16. Juli 1937 in São Vicente; † 18. März 2025) war ein brasilianischer Basketballspieler. Er war zusammen mit Krešimir Ćosić der erfolgreichste Teilnehmer an Basketball-Weltmeisterschaften mit je zwei Gold- und Silbermedaillen. Zudem nahm er für Brasilien an vier Olympischen Spielen teil und gewann zwei Bronzemedaillen (1960, 1964).
Nach seiner aktiven Karriere war Marques Professor für Leibeserziehung an der Faculdade de Educação Física de Santo André (FEFISA) und arbeitete als Fernsehkommentator für ESPN Brasil. 2023 wurde er in die FIBA Hall of Fame aufgenommen.